# Leversbach
Leversbach ist ein Ortsteil der Gemeinde Kreuzau im nordrhein-westfälischen Kreis Düren.

## Lage
Leversbach liegt am Eifelnordrand in der Rureifel im Naturpark Nordeifel. Nachbarorte sind Rath, Üdingen, Boich und Obermaubach. Vom Oberdorf besteht eine gute Fernsicht in das Dürener Land und die Zülpicher Börde.

## Geschichte
Die Ortsnamenforschung leitet den Namen Leversbach vom germanischen Stamm für „Bach an den Grabhügeln“ ab. Leversbach ist uralter Siedlungsraum. Bodenfunde lassen auf eine steinzeitliche Besiedlung schließen.
In den Jahren 1782 bis 1787 wurden in und um Leversbach sieben Fußfälle errichtet. Der Überlieferung nach war ein Kind des Erbauers Degenhart Schroeder schwer krank und er legte das Gelübde ab, wenn sein Kind sich von der Krankheit erhole, so baue er zur Ehre Gottes sieben Fußfälle. Zwei dieser Fußfälle sind durch die Zerstörung des Zweiten Weltkrieges verschwunden.
Der Ortsvorsteher regte damals an, die verschwundenen Fußfälle wieder zu errichten und so hat Leversbach wieder sieben Fußfälle.
Im Jahre 1929 wurde in Leversbach eine eigene Feuerwehr gegründet, und damit auch ein eigenes Spritzenhaus errichtet. Nach dem Zweiten Weltkrieg gab es in Leversbach keine Feuerwehr mehr. Das Spritzenhaus stand lange ungenutzt da und war dem Verfall preisgegeben. Anfang der 1970er Jahre riss man es ab, und der Nationalpark errichtete an seiner Stelle einen Parkplatz.
Auf dem Gelände hinter dem ehemaligen Spritzenhaus errichteten die Leversbacher in Eigenleistung ihren Sportplatz ab 1983, der am 25. September 1988 eingeweiht werden konnte.

### Neugliederung
Früher gehörte Leversbach mit Boich zur Herrschaft Drove. Nach Auflösung des Amtes Drove im Jahre 1932 kam der Ort zum Amt Kreuzau.
Am 1. Juli 1969 wurde die Gemeinde Boich-Leversbach mit sechs weiteren Orten in die Gemeinde Kreuzau eingegliedert.
Durch die Neugliederung des Raumes Aachen (Aachen-Gesetz) wurden mit Wirkung vom 1. Januar 1972 die Gemeinden Obermaubach-Schlagstein und Untermaubach, der Ortsteil Langenbroich aus der Gemeinde Hürtgenwald und die Ortsteile Schneidhausen und Welk aus der Gemeinde Lendersdorf in die Gemeinde Kreuzau eingegliedert – die Gemeinde  Niederau kam zu Düren. Die heutige Gemeinde Kreuzau besteht aus den Ortsteilen Bogheim, Boich, Drove, Kreuzau, Leversbach, Obermaubach mit Schlagstein, Stockheim, Thum, Üdingen, Untermaubach mit Bilstein und Winden mit Bergheim und Langenbroich.

## Kirche

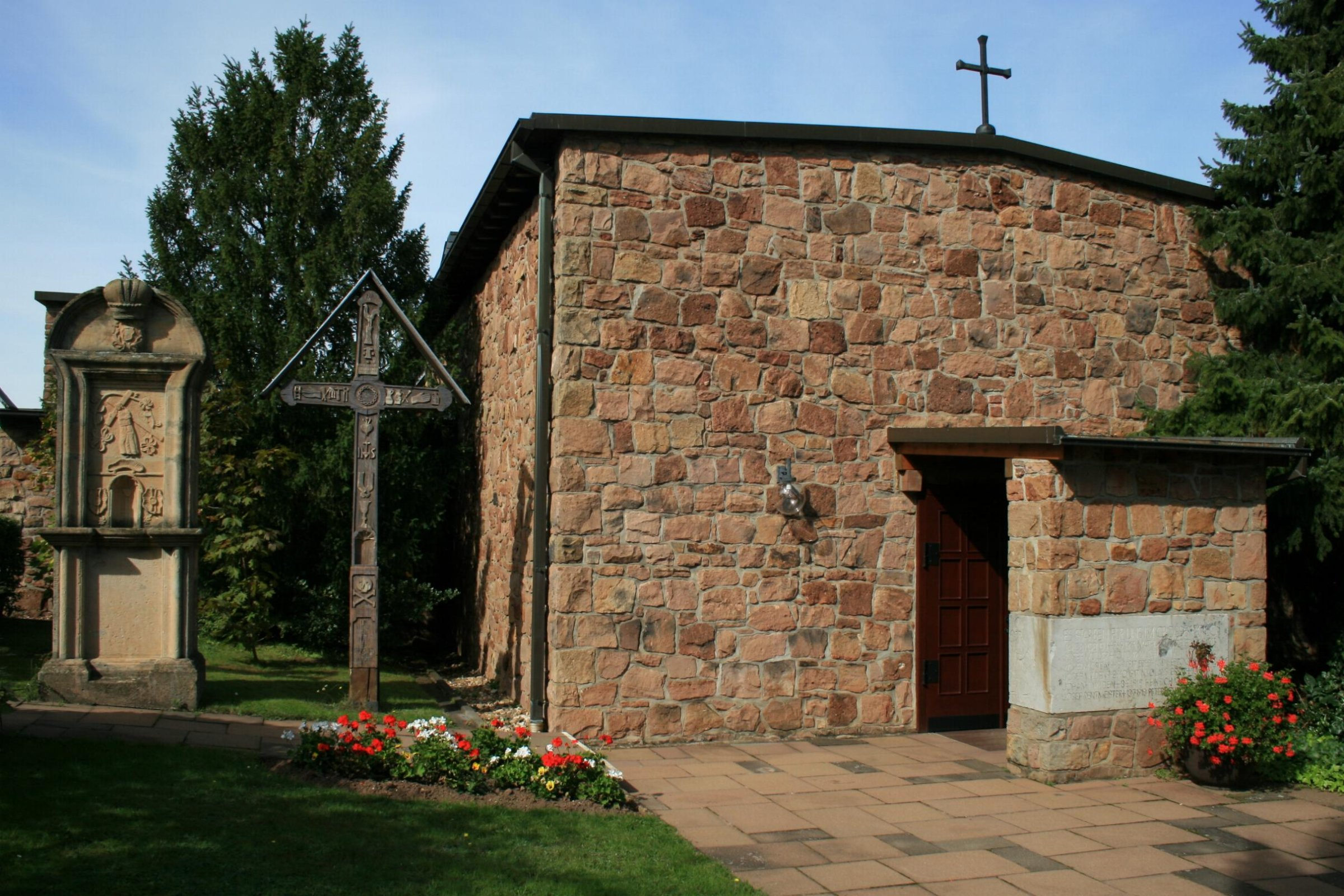
Kirche St. Albertus Magnus

Leversbach gehörte immer zur Mutterpfarre Drove. Erst 1932 wurde eine Kapelle gebaut, die Albertus Magnus geweiht wurde. Die Kapelle war eines der ersten Kirchenbauwerke des bekannten Professors Rudolf Schwarz. Unter seiner Leitung wurde die weitere Ausstattung der Kapelle von einer „Werkgemeinschaft“ aus Lehrern und Schülern der Kunstgewerbeschule Aachen vorgenommen: die Monstranz durch Anton Schickel, die Ewiglichtampel, die sechs Altarleuchter und das Taufgeschirr durch Fritz Schwerdt sowie das kleine Kruzifix durch Anton Schickel beziehungsweise Hein Minkenberg für den zugehörigen Korpus. Im Juli 1956 wurde das Rektorat zur selbstständigen Pfarre ernannt.

## Verkehr
Durch den Ort führt die Kreisstraße 32 von Kreuzau über Üdingen nach Nideggen. Busse des Rurtalbus fahren mit der AVV-Linie 221 durch den Ort. Bis zum 31. Dezember 2019 wurde diese Linie von der Dürener Kreisbahn betrieben.
| Linie | Verlauf |
| ----- | --- |
| 221   | Düren Bf/ZOB – StadtCenter – Kaiserplatz – Krauthausen – Niederau – Kreuzau – Winden – Leversbach – Rath – Nideggen         |
| N3a   | Nachtbus: nur in den Nächten Fr/Sa und Sa/So Düren Bf/ZOB → Kaiserplatz → Niederau → Kreuzau → Leversbach → Nideggen → Thum |

## Vereinswesen
In dem kleinen Ort gibt es einen Freizeitverein, eine Musikgruppe, einen Sportverein und einen Fanclub für Borussia Mönchengladbach.

## Sonstiges
Ende 1967 wurde am Ortsrand ein 30 m hoher Beton-Fernsehmast errichtet. Dadurch wurde der Fernsehempfang im Rurtal erheblich verbessert.